# Войнаральський Порфирій Іванович
Порфи́рій Іва́нович Войнара́льський (* 15 серпня (27 серпня за новим стилем) 1844, село Липовка Мокшанського повіту Пензенської губернії — † 17 липня (29 липня за новим стилем) 1898, Куп'янськ, нині Харківської області) — російський революціонер, народник.

## Біографія
Походив із дворян Пензенської губернії. 1861 року за участь у студентських заворушеннях Войнаральського виключили з Московського університету, а в лютому 1862 року вислали в Глазов В'ятської губернії, де він до 1873 року перебував під строгим наглядом поліції.
Навесні 1874 року Войнаральський став один із головних організаторів «ходіння в народ». Коштом Войнаральського в Москві заснували шевські та столярні майстерні, де навчалися ремесел охочі йти «в народ». Він також фінансував роботу нелегальної друкарні Іполита Мишкіна.
У Пензенській, Самарській і Саратовській губерніях Войнаральський створив декілька революційних гуртків. 1874 року його заарештували та під час «процесу 193-х» засудили до десяти років каторги.
Ув'язнення Войнаральський відбував у Новоборисоглібській каторжній тюрмі Харківської губернії, потім на Карі та в Якутії. Співпрацював із сибірською пресою. 1897 року повернувся в Центральну Росію. Через рік помер у Куп'янську.